# قرية المنصورة (ذي السفال)

تعديل مصدري - تعديل

قرية المنصورة محلة تابعة لقرية القاعدة، التابعة لعزلة خنوة بمديرية ذي السفال إحدى مديريات محافظة إب في الجمهورية اليمنية، بلغ تعداد سكانها 749 حسب تعداد اليمن لعام 2004.